# Либенау (Шпревалд)
Либенау или Лубњо (њем. Lübbenau/Spreewald, длсрп. Lubnjow) град је у њемачкој савезној држави Бранденбург. Једно је од 25 општинских средишта округа Обершпревалд-Лаузиц. Према процјени из 2010. у граду је живјело 17.098 становника. Посједује регионалну шифру (AGS) 12066196.

## Географски и демографски подаци
Либенау или Лубњо се налази у савезној држави Бранденбург у округу Обершпревалд-Лаузиц. Град се налази на надморској висини од 52 метра. Површина општине износи 138,8 km². У самом граду је, према процјени из 2010. године, живјело 17.098 становника. Просјечна густина становништва износи 123 становника/km².